# Abercrombie Kids
Abercrombie Kids，是美國 Abercrombie & Fitch(A&F) 旗下的童裝品牌，於1998年推出。針對7至14歲的消費者，該概念被設計為其母公司A&F的兒童版。在美國、加拿大、德國、義大利、荷蘭和英國有122家Abercrombie Kids全價專賣店，包括獨立的零售店和與較大的Abercrombie & Fitch共享店面。

## 外部鏈結
- 官方网站
- 维基共享资源上的相關多媒體資源：Abercrombie Kids